# Маркиз
Маркиз (на френски: Marquis, на английски: Marquess, на италиански: Marchese, новолат. marchisus или marchio, от немски: Markgraf) е западноевропейска дворянска титла в различните европейски монархии и в техните колонии. Жена с ранг на маркиз или съпруга на маркиз се титулува маркиза.
В йерархията се намира между графската и херцогската титла.
В Англия титлата се дава и на големите синове на херцозите.